# Antonov An-12
An-12 är ett transportflygplan tillverkat av Antonov från 1957 och framåt. Modellen är den sista i familjen An-8 och An-10. Planet flög för första gången 1958 och tillverkades i 1248 exemplar. Ett flertal flyger än idag runt om i världen. Folkets befrielsearmés flygvapen använder en kopia på planet som kallas Y-8. På vissa versioner av planet finns ett stjärtmonterat kanontorn med 2 x 23 mm automatkanon.
Den 21 mars 2011 havererade ett An-12 i ett bostadsområde i Pointe-Noire, Kongo-Kinshasa. Haveriet skedde i samband med landning, och dödade 23 människor.
Den 3 november 2021 havererade ett An-12 under ett landningsförsök i staden Irkutsk i sydöstra Sibirien. Samtliga sju personer ombord omkom. 